# هاینکل پی. ۱۰۷۹
هاینکل پی. ۱۰۷۹ (به انگلیسی: Heinkel P.1079) یک هواگرد ساختِ کارخانهٔ هاینکل در کشور آلمان است .